# Stazione di Cagliari
La stazione di Cagliari è la principale stazione ferroviaria del gruppo FS al servizio del comune di Cagliari, nonché la più importante della Sardegna. Si trova nella centrale piazza Matteotti, nel quartiere di Stampace.

## Storia

La stazione nel 1906. Ai lati erano ancora presenti le due terrazze, chiuse nel primo dopoguerra

Costruita dalla Compagnia Reale delle Ferrovie Sarde come stazione di testa a poca distanza dal porto del capoluogo regionale, la struttura fu inaugurata il 23 luglio 1879, 8 anni dopo che venne avviata l'attività ferroviaria nell'isola con la prima porzione della ferrovia Cagliari-Golfo Aranci, e venne edificata in una zona originariamente di aperta campagna ed in seguito inglobata nel quartiere di Stampace. La vicinanza col porto cagliaritano portò inoltre alla costruzione nei lustri successivi di un collegamento tra la stazione e lo scalo marittimo (denominato Cagliari Marittima), passante per lo scalo merci e l'area in cui in seguito fu ricavato il parcheggio della stazione. La bretella fu inaugurata nel 1893.
Nel 1920 la stazione, così come l'intera rete a scartamento ordinario sarda, venne nazionalizzata passando dalle Ferrovie Reali alle Ferrovie dello Stato, le quali nel decennio successivo effettuarono importanti lavori nell'impianto. In particolare l'edificio principale della stazione, realizzato su progetto dell'ingegnere algherese Luigi Polese, fu profondamente ristrutturato su progetto dell'architetto Roberto Narducci: le due terrazze laterali che caratterizzavano il fabbricato furono rimosse, inoltre venne sopraelevata la costruzione e costruiti due ulteriori fabbricati disposti perpendicolarmente rispetto al fabbricato viaggiatori.
Durante il secondo conflitto mondiale la stazione fu privata della struttura metallica della copertura che si trovava sui 4 binari passeggeri, per essere fusa e riutilizzata per fini bellici. Nel 1943 Cagliari fu pesantemente bombardata dagli aerei alleati, che non risparmiarono la stazione ferroviaria, mietendo vittime e danneggiando pesantemente l'edificio: in particolare un ordigno cadde nelle officine causando una strage di ferrovieri, a memoria dei quali è presente un cippo commemorativo nei nuovi locali realizzati per le manutenzioni. In quel periodo il capolinea fu arretrato provvisoriamente nei pressi di via San Paolo.

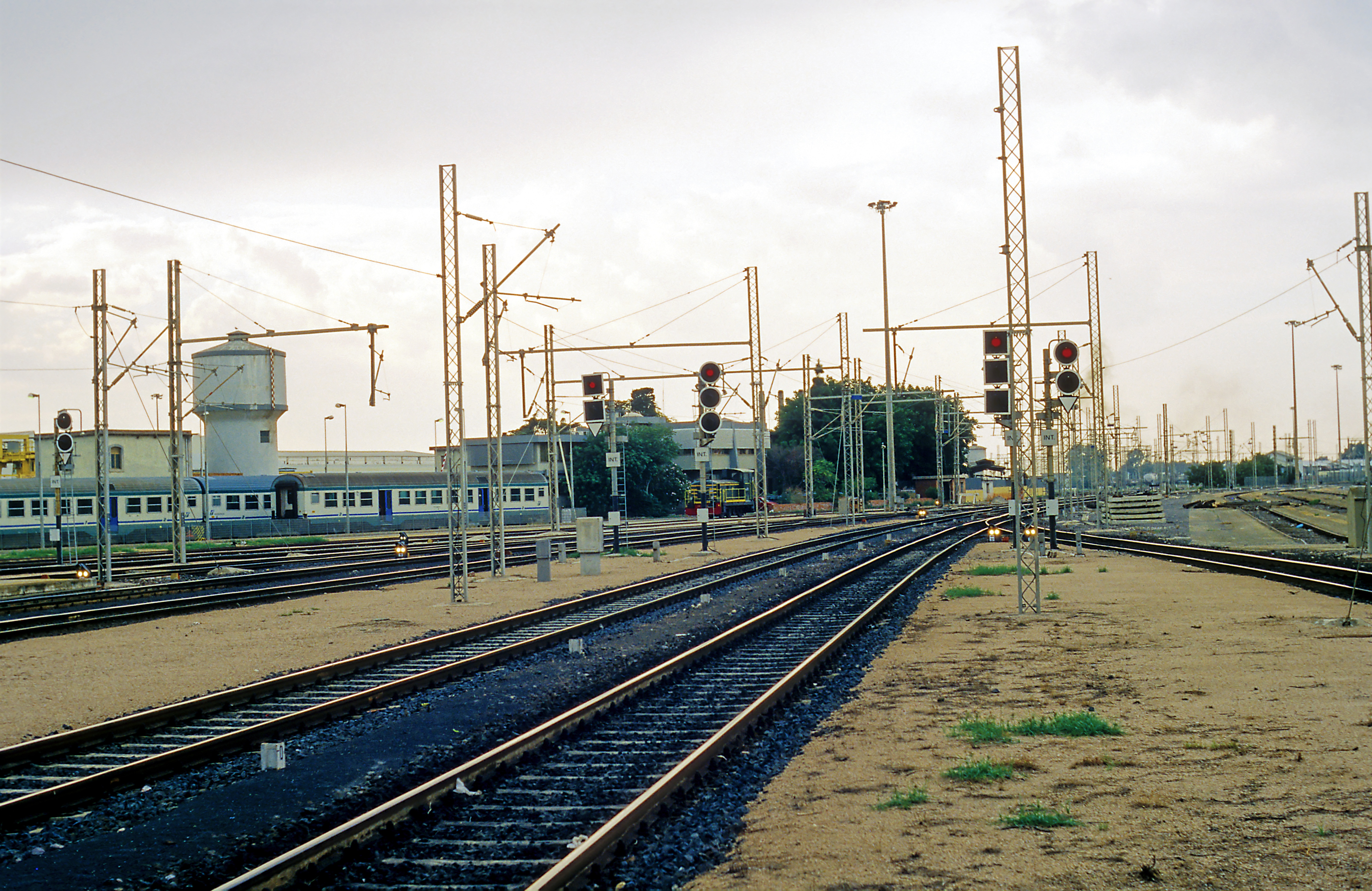
I binari in uscita dalla stazione, con in primo piano la palificazione per il progetto di elettrificazione della Cagliari-Golfo Aranci, abbandonato nel 1990

Ritornata la pace e risistemati i danni, la stazione ferroviaria riprese ad essere il principale scalo ferroviario sardo, sebbene negli anni sessanta si ipotizzò uno spostamento (mai attuato) dell'impianto a poche centinaia di metri dalla sua posizione originale. Negli anni ottanta nell'ambito del raddoppio della linea tra Cagliari e Decimomannu e del fallito progetto di elettrificazione della rete sarda, il terminal passeggeri della stazione fu sottoposto a importanti lavori di ammodernamento, ed i binari del servizio passeggeri vennero portati da 4 a 8.

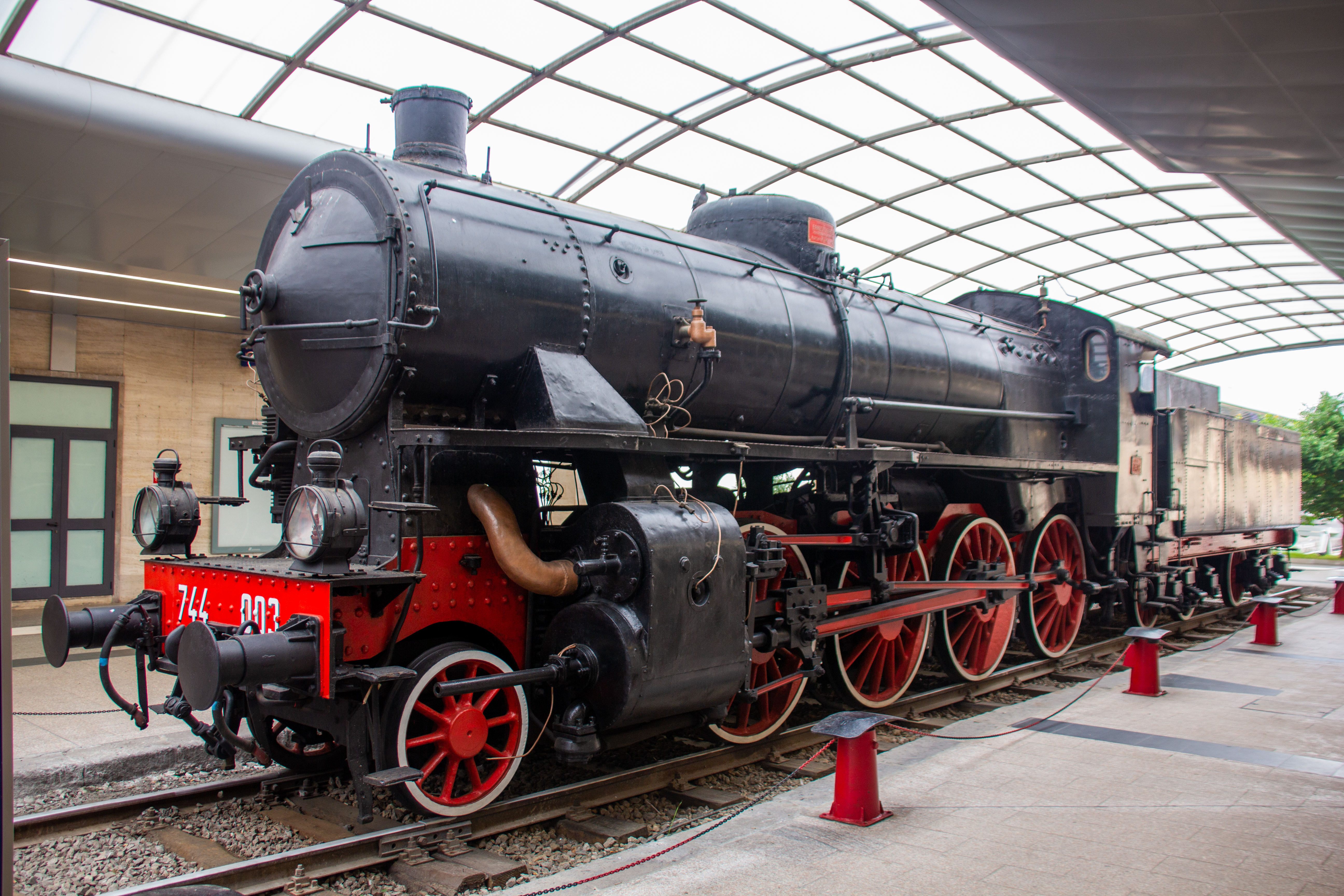
La locomotiva a vapore 744 003 conservata all'interno della stazione come monumento; altri reperti sono esposti nel vicino museo delle Ferrovie dello Stato

Altri lavori alle infrastrutture ferroviarie della stazione furono realizzati in quello stesso decennio, e furono montate le infrastrutture per la trazione elettrica, che però furono utilizzate solamente in occasione di alcuni test tra il 1989 e il 1990 prima di essere rimosse nel 2007. Nel 1985 in un edificio situato nei pressi del cancello di uscita del raccordo verso il porto fu inoltre inaugurato il locale museo delle Ferrovie dello Stato.
Alla fine del XX secolo, nell'ambito dei lavori che hanno portato al rifacimento urbanistico e stradale del porto cagliaritano e della via Roma, è stato smantellato il raccordo per Cagliari Marittima, e l'area riqualificata come parcheggio dell'impianto. Tra la seconda metà degli anni novanta e i primi anni del nuovo millennio lo storico edificio vide il restauro della facciata; poco tempo dopo la gestione della stazione venne affidata alla società CentoStazioni, che avviò un progetto di riqualificazione.

## Strutture e impianti

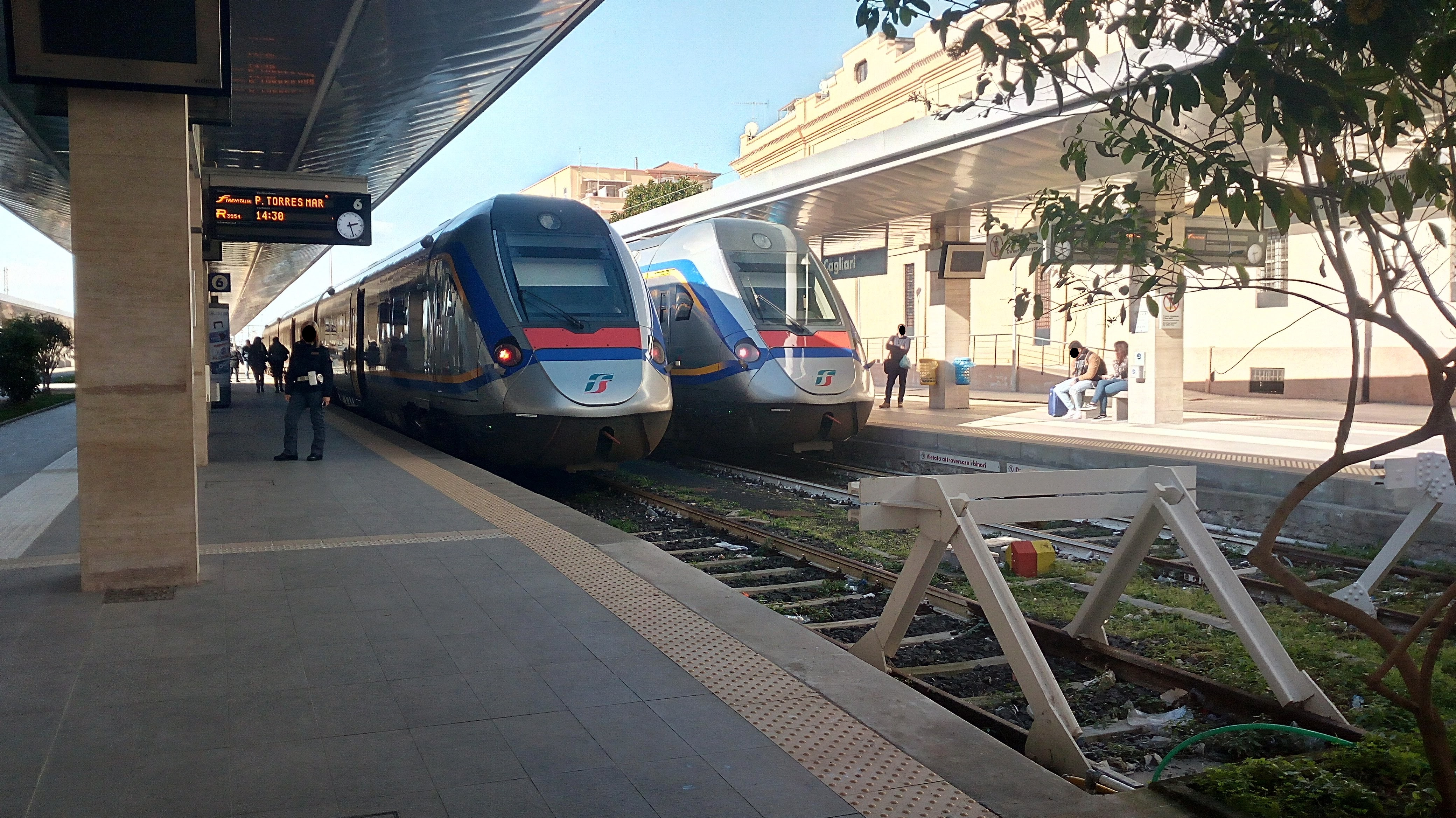
I binari sei e sette, affiancati dalle rispettive banchine

L'impianto si compone di vari fasci binari, di cui quello impiegato per il servizio passeggeri, originariamente composto da 4 binari tronchi, è dagli anni ottanta dotato di 8 binari. A nord di questo fascio in passato ne era presente uno ulteriore da 7 binari tronchi, poi dismesso e isolato dalla rete.

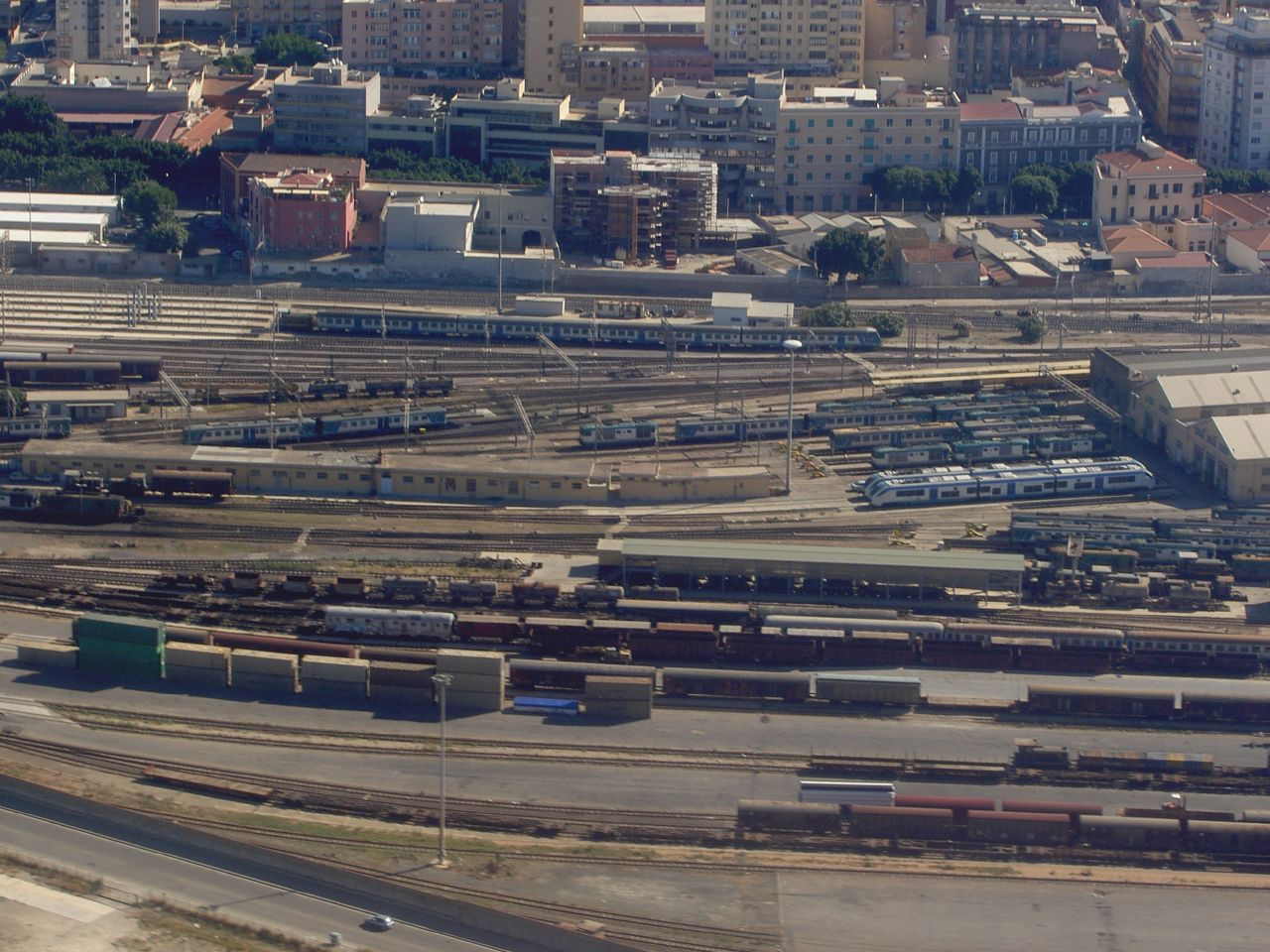
Vista aerea dell'area dello scalo merci di Cagliari San Paolo e dei depositi e delle officine ferroviarie della stazione

Nella parte ovest dell'area ferroviaria della stazione hanno sede lo scalo merci di Cagliari San Paolo, dotato di un suo fascio binari, e l'area di ricovero e manutenzione dei rotabili per il sud Sardegna, con officine, depositi e relativi fasci binari di accesso e sosta. Presenti in quest'area anche una piattaforma girevole e una torre dell'acqua.
Nell'area nord-ovest della stazione si trova una zona attrezzata per la pulizia dei rotabili, il cui fascio binari, situato ad ovest dei binari di corsa, si estende sino al parcheggio della fermata di Cagliari Santa Gilla.
A sud del fabbricato viaggiatori è situato un parcheggio a pagamento con capienza da 684 posti gestito da Metropark (gruppo FS), nel cui piazzale è situato inoltre il museo delle Ferrovie dello Stato di Cagliari, con reperti sull'attività ferroviaria delle Ferrovie Reali ed in seguito delle FS nell'isola. L'area occupata dal parcheggio era in passato dotata di un ulteriore fascio merci, in cui un binario si immetteva, varcando un cancello, nella antistante piazza Matteotti per raggiungere lo scalo merci di Cagliari Marittima; tali infrastrutture furono demolite con la dismissione del collegamento ferroviario verso il porto.
La gestione del movimento nell'impianto avviene in loco: dall'impianto, presenziato, viene diretto il traffico ferroviario della gran parte della rete sarda RFI.

### Architettura

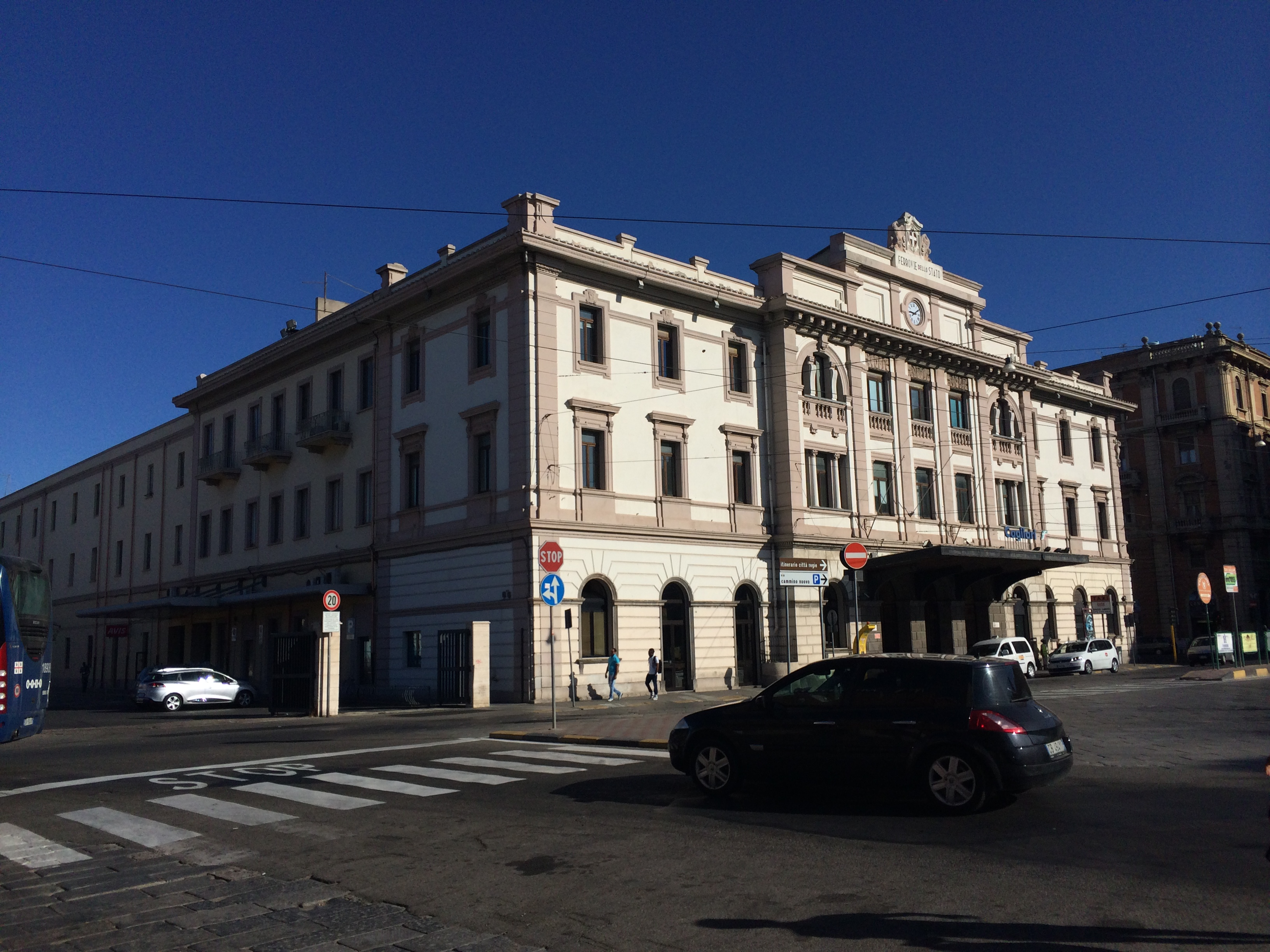
Il fabbricato viaggiatori visto dall'ingresso della vicina autostazione ARST; dal cancello alla sinistra dell'edificio usciva in origine il raccordo ferroviario per il porto

Il principale edificio di stazione è il fabbricato viaggiatori, dalla forma a U, ospitante oltre ai servizi all'utenza anche la sede regionale del gruppo Ferrovie dello Stato Italiane e vari uffici delle sue società controllate.
La facciata dell'edificio, prospiciente la piazza Matteotti (anch'essa di proprietà del gruppo FS), è il frutto dei lavori di ristrutturazione portati avanti su progetto di Roberto Narducci negli anni trenta del Novecento sulla conformazione originale dell'edificio, più volte restaurati in maniera conservativa nel corso dei decenni successivi. Presenta delle decorazioni in stile umbertino, colonne di canoni ionici ed un timpano in cui sono compresi un orologio, la dicitura "Ferrovie dello Stato", e lo stemma sabaudo.
L'edificio si sviluppa su 3 piani (il piano terra, accessibile alla clientela, più due piani ospitanti uffici), ed è accessibile dalla facciata principale (lato piazza Matteotti) e dai due corpi laterali, rispettivamente da via Roma e dall'area del parcheggio e del museo ferroviario. La u della costruzione nell'area passeggeri è chiusa da una copertura arcuata in materiale plastico su telaio metallico; sotto ad essa è presente anche la locomotiva Gruppo 744 003, esposta come monumento all'interno della stazione.

## Movimento

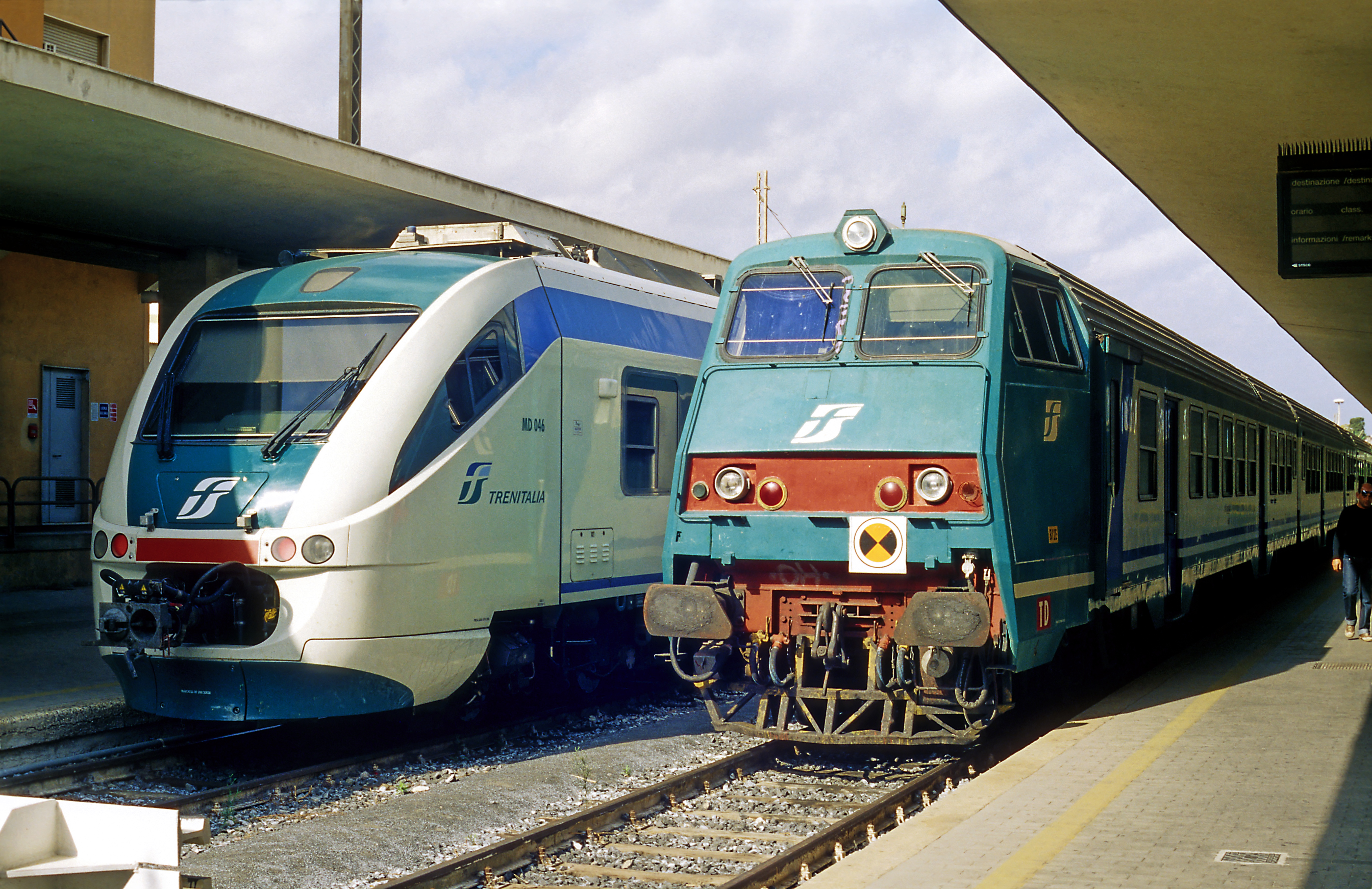
Convogli di Trenitalia in sosta nei binari due e tre dello scalo

Principale scalo isolano per traffico passeggeri, la stazione di Cagliari è servita dalle relazioni espletate da Trenitalia nell'ambito del contratto di servizio stipulato per la Regione Sardegna. Questo comprende principalmente i treni regionali diretti verso le varie destinazioni dell'isola raggiunte dalla rete RFI, oltre che treni metropolitani nell'ambito del servizio ferroviario metropolitano di Cagliari, espletato tra la stazione e quella di Decimomannu.

## Servizi

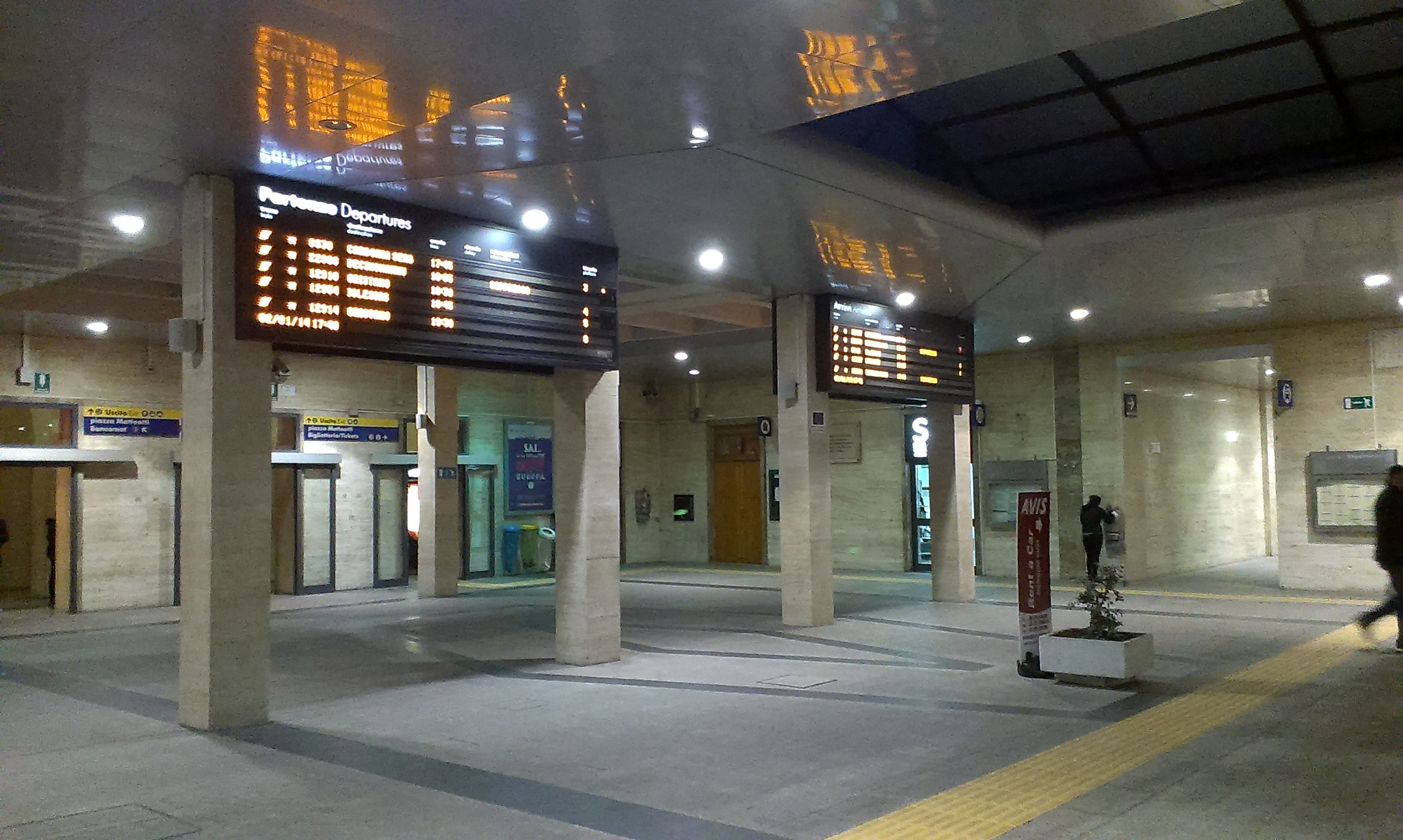
Interno dell'area passeggeri. Sono visibili sulla sinistra l'accesso principale da piazza Matteotti e sulla destra quello dal parcheggio della stazione.

L'impianto dal punto di vista commerciale è l'unica stazione sarda classificata in categoria gold da parte di RFI. 
Il fabbricato viaggiatori ospita diversi servizi per i passeggeri come biglietteria (sia a sportello che automatizzata), un punto di primo soccorso, una sala d'attesa, una cappella cattolica, oltre un bar-tabacchi.
L'accesso agli 8 binari tronchi è garantito da 4 banchine, collegate tra loro, tutte dotate di pensilina in cemento armato con panchine, fontanelle per l'acqua e distributori automatici di snack e bevande.
Dal punto di vista dell'accessibilità l'impianto è strutturato per accogliere i disabili di tipo motorio, visivo e uditivo, inoltre è dotato di un impianto di videosorveglianza interno.
La stazione dispone di:
- Biglietteria a sportello
- Biglietteria automatica
- Sala d'attesa
- Servizi igienici

- Posto di Polizia ferroviaria
- Posto di primo soccorso
- Bar

## Interscambi
Nelle adiacenze della stazione sono presenti alcune fermate (tra cui vari capolinea) degli autoservizi urbani CTM e interurbani ARST (quest'ultima avente la propria autostazione nei pressi dello scalo ferroviario), nonché della rete filoviaria di Cagliari, anch'essa sotto la gestione CTM. Ad alcune centinaia di metri dalla stazione è inoltre situato il porto commerciale di Cagliari, collegato da varie relazioni passeggeri con l'Italia continentale.
Dal 1893 al 1973 nell'area antistante il fabbricato viaggiatori erano presenti i binari a scartamento ridotto della rete tranviaria di Cagliari per il servizio viaggiatori urbano ed extraurbano.
- Fermata filobus (via Roma e piazza Matteotti, linee 5, 30, QEX)
- Fermata autobus
- Stazione taxi